# كلاوديو مافيي
كلاوديو مافيي هو لاعب كرة قدم إيطالي في مركز الهجوم، ولد في 23 ديسمبر 1999 في باري في إيطاليا.

## وصلات خارجية
- كلاوديو مافيي على موقع قاعدة بيانات كرة القدم.إي يو (الإنجليزية)
- كلاوديو مافيي على موقع Soccerway.com (الإنجليزية)
- كلاوديو مافيي على موقع عالم كرة القدم.نت (الإنجليزية)